# Coatesville (Indiana)
Coatesville es un pueblo ubicado en el condado de Hendricks en el estado estadounidense de Indiana. En el Censo de 2010 tenía una población de 523 habitantes y una densidad poblacional de 303,66 personas por km².

## Geografía
Coatesville se encuentra ubicado en las coordenadas 39°41′18″N 86°40′10″O / 39.68833, -86.66944. Según la Oficina del Censo de los Estados Unidos, Coatesville tiene una superficie total de 1.72 km², de la cual 1.69 km² corresponden a tierra firme y (1.8%) 0.03 km² es agua.

## Demografía
Según el censo de 2010, había 523 personas residiendo en Coatesville. La densidad de población era de 303,66 hab./km². De los 523 habitantes, Coatesville estaba compuesto por el 96.75% blancos, el 0% eran afroamericanos, el 0% eran amerindios, el 0.19% eran asiáticos, el 0% eran isleños del Pacífico, el 1.53% eran de otras razas y el 1.53% pertenecían a dos o más razas. Del total de la población el 1.34% eran hispanos o latinos de cualquier raza.